# Perseverance Island, Queensland
Perseverance Island är en ö i Australien. Den ligger i delstaten Queensland, omkring 890 kilometer nordväst om delstatshuvudstaden Brisbane. Arean är 0,41 kvadratkilometer. Den sträcker sig 0,8 kilometer i nord-sydlig riktning, och 0,8 kilometer i öst-västlig riktning.
Savannklimat råder i trakten. Genomsnittlig årsnederbörd är 1 680 millimeter. Den regnigaste månaden är mars, med i genomsnitt 436 mm nederbörd, och den torraste är september, med 10 mm nederbörd.